# Reglas del golf
Cuando se empezó a jugar al golf en Escocia, no existían reglas. La mayoría de los jugadores eran analfabetos en aquellos tiempos, así que en el campo se basaban en reglas locales hechas por ellos mismos.

## Historia
En la primavera de 1744, un pequeño grupo de jugadores que se llamaba Honourable Company of Edinburgh Golfers se dirigió al magistrado de la ciudad de Edimburgo con el fin de que patrocinara un premio para una competición que iban a celebrar. Los ediles accedieron a tal petición donando un trofeo volante en forma de un palo de golf de plata, con la condición de que el torneo debía estar abierto al mayor número posible de participantes. Esto implicaba naturalmente que habían de establecerse reglas escritas de validez general. Así nacieron las primeras 13 reglas del golf. Cuando el club de St. Andrews quiso organizar también un torneo abierto en 1754, los responsables del mismo adoptaron sin modificar las 13 reglas mencionadas.

En 1875 se añadieron siete más y en 1885 se decidió fundar una institución central para este deporte, y la elección recayó en The Royal and Ancient Golf Club of St Andrews (R & A), el cual envió en 1888 un reglamento completo a todos los clubes conocidos. En 1893 dicho reglamento experimentó una reforma considerable y comprendía ya 40 reglas y 14 disposiciones especiales, así como 10 artículos sobre la etiqueta del golf. 
Casi al mismo tiempo, en 1894, se creó la United States Golf Association (USGA) para los Estados Unidos y México. Dado que divergían los reglamentos vigentes en Inglaterra y América, se produjeron a menudo discrepancias, por lo que en 1951 ingleses y norteamericanos decidieron colaborar en la cuestión de las reglas y en 1984 se igualaron por fin.
Desde entonces una comisión de expertos, compuesta por miembros del R & A y de la USGA, revisa las reglas cada cuatro años. La última revisión tuvo lugar el 1 de enero de 2012.
Con fecha Enero de 2019 entraron en vigor unas Nuevas Reglas de Golf

## Reglas de golf
Las Reglas de golf describen cómo se juega al golf, lo que hay que hacer, lo que no se debe o puede hacer. En total existen 24 reglas, divididas en VI secciones, completadas con las definiciones y las interpretaciones sobre las reglas
- Regla 1. El juego. La conducta del jugador. Las Reglas
- Regla 2. El campo
- Regla 3. La competición
- Regla 4. El equipamiento del jugador
- Regla 5. Jugando la vuelta
- Regla 6. Jugando un hoyo
- Regla 7. Búsqueda de la bola
- Regla 8. El campo se juega como se encuentra
- Regla 9. Bola jugada como reposa. Bola en reposo levantada o movida
- Regla 10. Preparando y ejecutando un golpe. Consejo y ayuda. Caddies
- Regla 11. Bola en movimiento golpea accidentalmente una persona, animal u objeto. Acciones deliberadas para afectar una bola en movimiento
- Regla 12. Bunkers
- Regla 13. Greens
- Regla 14. Procedimientos para la bola
- Regla 15. Alivio de impedimentos sueltos y obstrucciones movibles
- Regla 16. Alivio de condiciones anormales del campo. Condición de animal peligroso. Bola empotrada
- Regla 17. Áreas de penalización
- Regla 18. Alivio por golpe y distancia. Bola perdida o fuera de límites. Bola provisional
- Regla 19. Bola injugable
- Regla 20. Resolviendo cuestiones de reglas durante la vuelta. Decisiones del Ärbitro y del Comité
- Regla 21. Otras modalidades de stroke play y match play individuales
- Regla 22. Foursomes
- Regla 23. Four-Ball
- Regla 24. Competiciones por equipos